# ديف جانون
ديف جانون (بالإنجليزية: David Gannon) هو لاعب اتحاد الرغبي نيوزيلندي، ولد في 11 فبراير 1983 في دبلن في جمهورية أيرلندا.